# Aguacate Lagoon
Aguacate Lagoon ist ein See und ein privates Naturschutzgebiet (Nature reserve) im Westen von Belize.

## Geographie
Das Naturschutzgebiet liegt nordöstlich der Mennoniten-Siedlung Spanish Lookout. Das Schutzgebiet ist nach einer 20-minütigen Fahrt von dort zu erreichen. Der vom Cadena Creek durchflossene See (Lagoon) ist ein verkrauteter Sumpf mit entsprechender Vegetation. Außerdem umfasst das Schutzgebiet einen weiteren See und eine Doline (Green Hole Cenote ⊙). Das Gebiet liegt auf ca. 96 m über dem Meer auf einer Schichtstufe über dem Tiefland des Belize Rivers und umfasst ca. 284 acres (114,9 ha).
Das Gelände umfasst Savanne, offenes Farmland, Sumpf, Sowie subtropische Wälder.

## Geschichte
1958 kamen Mennoniten ins Gebiet von Spanish Lookout aus dem Norden von Mexiko. Sie ließen sich als Farmer nieder.
„Aguacate“ ist das spanische Wort für Avocado und wie der Name schon sagt, ist das Schutzgebiet durch zahllose Avocado-Bäume geprägt.
Das Gebiet wurde 1987 offiziell zum privaten Schutzgebiet erklärt und wird von Aguacate Park Officials verwaltet.

## Natur
Die abwechslungsreichen Biotope bieten einer Vielzahl von Tieren Lebensraum und sind vor allem für Vogelbeobachter ein lohnendes Ziel.
Ansässige Vogelarten sind Reiher, Schwalben, Vermillion Flycatcher (Pyrocephalus obscurus), Fork-tailed Flycatcher (Tyrannus savana), Kron-Waldsänger (Yellow-rumped Warbler – Dendroica coronata), Weißschwanzaar (White-Tailed Kite – Elanus leucurus), Lachfalke (Laughing Falcon – Herpetotheres cachinnans), Lerchenstärlinge (Meadowlark – Sturnella oder Leistes), Jabiru (Jabiru mycteria), Glanzvögel (Jacamar), Trogone, Faulvögel (Puff-bird), Haubenguan (Crested Guan – Penelope purpurascens), Tuberkelhokko (Crax rubra – englisch: Great Curassow, spanisch: hocofaisán, pavón norteños), Herbstpfeifgans (Black-bellied Whistling Duck – Dendrocygna autumnalis), sowie Nachtreiher, Sumpfhühner und Rallen.